# Metasclerosoma depressum
Metasclerosoma depressum is een hooiwagen uit de familie Sclerosomatidae.